# Province de Tata
La province de Tata (en amazighe : Tasga n Taḍa ⵜⴰⵙⴳⴰ ⵏ ⵜⴰⴹⴰ ; en arabe : طاطا) est une subdivision à dominante rurale de la région marocaine de Souss-Massa. Elle tire son nom de son chef-lieu, Tata.
Depuis 2018, le gouverneur de la province est Salah-Eddine Amal

## Histoire
La province de Tata a été créée en 1977 – dahir no 1-77-228 du 18 juillet – par démembrement de la province de Tiznit.

## Démographie
| 119 298                                 | 121 618 | 117 841 |
| 1994, 2004, 2014 : recensement officiel |         |         |

| Municipalités | Population en 1994 | Population en 2004 | Population en 2014 |
| ------------- | ------------------ | ------------------ | ------------------ |
| Tata          | 12 549             | 15 239             | 18 611             |
| Foum Zguid    | 9 903              | 9 630              | 8 986              |
| Fam El Hisn   | 7 040              | 7 089              | 6 353              |
| Akka          | 6 519              | 7 102              | 6 870              |

## Informations pratiques
Marchés hebdomadaires :
- Dimanche : Tata-centre et Tissint
- Lundi : Akkaighane et Tamanart
- Mardi : Tagmoute
- Jeudi : Fam El Hisn et Issafen
- Vendredi : Tata (Oudess), Foum Zguid, Issafen et Akka
- Samedi : Aït Ouabelli

Moussems :
| Moussem Ben Yacoub Akka Ighan Tata              | du 18 au 24 avril     |
| • Moussem Sidi Abdellah ou Daoud à Issafan-Tata | début août            |
| • Moussem de Tlit (l’achoura) à Foum zguid      | août                  |
| • Moussem Tamanarte à Tamanarte-Tata            | du 20 au 22 septembre |
| • Moussem de Sidi Abdallah Oumaraek à Akka-Tata | du 18 au 22 octobre   |

## Organisation territoriale
- Provinces du Sud (Maroc)

Elle occupe une superficie de près de 26 000 km2. Selon les recensements de 2014 du Haut-commissariat au plan, la population de la province est estimée à 117841 habitants.
La province de Tata est composée de plusieurs communes rurales et urbaines. Les principales communes sont : 
Pachalik de Tata :
- Tata (Conseil provincial et Commune urbaine). Code postal 84 000. Située à km d'Agadir, le chef-lieu de la région.

Pachalik de Akka :
- Akka (Commune Urbaine). Code postal 84 050. Située à km de la capitale provinciale Tata et à km d'Agadir, le chef-lieu de la région.
  - Agadir Ouzrou
  - Laqbaba
  - Oum Laaleg

Pachalik de Fam El Hisn :
- Fam el Hisn (Commune Urbaine). Code postal 84 100. Située à km de la capitale provinciale Tata et à km d'Agadir, le chef-lieu de la région.
  - Icht
  - Tighirt
  - Tanezida

Pachalik de Foum Zguid :
- Foum Zguid (Commune Urbaine). Code postal 84 150. Population 7200(5). Taux d'électrification : 97 %. Accès à l'eau potable 96,5 %.  Située à 120 km de la capitale provinciale Tata et à km d'Agadir, le chef-lieu de la région.
  - Amzzrou
  - Boudal
  - Bouguir
  - El Mahroug
  - Essmeyra
  - Laghwan
  - Lamhamid
  - Ouled Jama
  - Ouled Boukdir
  - Ouled Hamou
  - Souk negrane
  - Tabia
  - Tamzawrout
  - Wagrout Ouqqa
  - Wayftout

Cercle de Tata :
- Adis (Commune rurale, caïdat). Code postal 84 023. Population 6648(5). Taux d'électrification : 100 %. Accès à l'eau potable 100 %.  Située à 7 km de la capitale provinciale Tata et à km d'Agadir, le chef-lieu de la région.
  - Tiyiti
  - Tougourih
  - Tazoulte
  - Tiggane
  - Tiguissalt
  - Aguerzagune
  - Oum el Guerdane (Commune rurale)  Code postal 84024. Située à km de la capitale provinciale Tata et à km d'Agadir, le chef-lieu de la région.
    - Jbair
    - Laayoune
    - Tazart
    - Toursoult
    - Anghrif

  - Tigzmerte (Commune rurale) Population 4271(5). Taux d'électrification : 100 %. Accès à l'eau potable 100 %.  Située à 24 km de la capitale provinciale Tata et à km d'Agadir, le chef-lieu de la région.
    - Agouliz
    - Aigou
    - Fdoux
    - Imitek
    - Tidli
- Issafen (Caïdat, commune rurale).  Code postal 84 052. Population 4584 (5). Taux d'électrification : 100 %. Accès à l'eau potable 100 %. Située à 87 km de la capitale provinciale Tata et à km d'Agadir, le chef-lieu de la région.
  - Ait bou Mhamed
  - Ait Serhane
  - Amalou
  - Anserguelt
  - Aoudid
  - Assaka
  - Azaln
  - El Kasba
  - Fougssar
  - Fousguine
  - Idaoudrif
  - Ifergane
  - Ighil
  - Imi ntitgar
  - Issil
  - Issouka
  - Izmaz
  - Lamdint
  - Ouiloulane
  - Ouzan
  - Tabelkhit
  - Tagadirt
  - Taghrat
  - Talbourt
  - Taliouine
  - Tamaarchourt
  - Tamguert
  - Tanfezat
  - Tanssayne
  - Taourirt
  - Tasgounte
  - Tassaout
  - Tichgouch
  - Tichkji
  - Timekkit
  - Timsal
  - Tinmar
  - Tinzed
  - Tizza
  - Tizaghte (Commune rurale).  Code postal 84075. Population 4497 (5). Taux d'électrification : 91,35 %. Accès à l'eau potable 73,18 %. Située à 65 km de la capitale provinciale Tata et à km d'Agadir, le chef-lieu de la région.
    - Ait Lhaj
    - Amtdi
    - Angarf
    - Angbi
    - Antla
    - Azrflil
    - Bouzarif
    - Douzouro
    - Ifesfas
    - Imarighen
    - Imimdi
    - Imint Guiselt
    - Ioual
    - Mezdag
    - Ouimrane
    - Taghrat
    - Tagmout
    - Taguennart
    - Tamsoult
    - Tazgaout
    - Tidili
    - Tighmart
    - Timit
    - Timrghad
    - Tiouaour
    - Tizart
    - Tizgui idaoubaloul
    - Tnine Tizght
    - Zaouia Ait Haroun
- Tagmout (Caïdat, commune rurale). Code postal 84 025. Population 6153 (5). Taux d'électrification : 92 %. Accès à l'eau potable 96,4 %. Située à 45 km de la capitale provinciale Tata et à km d'Agadir, le chef-lieu de la région.
  - Ain Kine
  - Akalene
  - Ibouday
  - Irtem

Cercle de Akka :
- Aït Ouabelli (Caïdat, commune rurale). Code postal 84072. Taux d'électrification : 86,84 %. Accès à l'eau potable 92,84 %.  Située à 103 km de la capitale provinciale Tata et à km d'Agadir, le chef-lieu de la région.
  - Tizgui Irighene (Commune rurale)
  - Ait Hamaman
  - Ouragnat
  - Tadakoust
  - Agadir Igouramene
  - Tamezrar
  - Kasbat Sidi Abdellah ben M'barek (Commune rurale). Située à km de la capitale provinciale Tata et à km d'Agadir, le chef-lieu de la région.
    - Aït Rahhal
    - Tagadirt
    - Taourirte
    - Ait El Har
    - Zaouiet Sidi Abdellah ben M'barek
    - Targant

  - Tizounine (Commune rurale). Située à km de la capitale provinciale Tata et à km d'Agadir, le chef-lieu de la région.
    - Ain Igouramne
    - Ksar Baraka
- Tamanart ((Caïdat, commune rurale).  Code postal 84 122. Population 5662 (5). Taux d'électrification : 97,69 %. Accès à l'eau potable 98,76 %. Située à 160 km de la capitale provinciale Tata et à km d'Agadir, le chef-lieu de la région. 
  - Agoujdal
  - Aguerd
  - Anameur
  - Aoukerda
  - Douar Iguiouaz
  - Ighir N'Belkasem
  - Ighir Ouilouln
  - Igmir
  - Imi Ouzlag
  - Irhir Irhnain
  - Kasbah Ait Herbil
  - Tagjgalt
  - Tamsoult
  - Tanrhrout
  - Timoula
  - Tisselguit

Cercle de Foum Zguid :
- Akka Ighane (Caïdat, commune rurale) Président Mohamed Faiz. Code Postal 84 022. Population 6725(5). Taux d'électrification :93 %. Accès à l'eau potable 92 %.  Située à 70 km de la capitale provinciale Tata et à 402 km de Guelmim, le chef-lieu de la région.
  - Agadir Iserghin
  - Agmour
  - Akka Iguerne
  - Aningue
  - Bou soummoum
  - Dougadir
  - IdaouLestane
  - Imider
  - Kasbah Isserhine
  - Targante
  - Tilffou
  - Tinghrine
  - Tiskmoudine
  - Ibn Yacoub (Commune rurale). Située à km de la capitale provinciale Tata et à km d'Agadir, le chef-lieu de la région.
    - Afouzar
    - Agouni
    - El rkoun
    - Iligh
    - Imi n talat centre
    - Tisfriwine
    - Tisnassamine
    - Wiloune

  - Aguinane (Commune rurale). Créée en 1992. Population 2923(5) Taux d'électrification : 94 %. Accès à l'eau potable 72 %. Située à 91 km de la capitale provinciale Tata et à km d'Agadir, le chef-lieu de la région. 
    - Azagza. Chef-lieu de la commune.  Code postal  84076. Située à 115 km de la capitale provinciale Tata et à km d'Agadir, le chef-lieu de la région.
    - Adghers-n-Warfaln
    - Azazaren
    - El Ain (zaouia sidi Ali)
    - Fifferd
    - Fighil
    - Ighir
    - Ikiss
    - Kiriwt
    - Tamssoult
    - Timzoughine
- Tissint ((Caïdat, commune rurale).  Code postal 84 053. Population 8216 (5). Taux d'électrification : 88 %. Accès à l'eau potable 93 %. Située à 69 km de la capitale provinciale Tata et à km d'Agadir, le chef-lieu de la région. 
  - Ait Ouirane
  - Akka n ait sidi
  - Bni Moussi
  - Ezzaouia
  - Kasbet
  - Mrimima
  - Tanzida
  - Taznout
  - Trhit
- Allougoum (Caïdat, commune rurale).  Code postal 84 172. Population 6803 (5). Taux d'électrification : 89 %. Accès à l'eau potable 89 %. Située à 150 km de la capitale provinciale Tata et à km d'Agadir, le chef-lieu de la région. 
  - Aghlane
  - Agoulf
  - Ait Zatour
  - Asmlil
  - Assaka
  - Foum el Oued
  - Iligh
  - Lakhriwiya
  - Oulad Mrah
  - Qsar nkheyla
  - Taguint
  - Tlite (Commune rurale). Code postal 84 174. Population 4486 (5). Taux d'électrification : 80 %. Accès à l'eau potable 79,5 %. Située à 174 km de la capitale provinciale Tata et à km d'Agadir, le chef-lieu de la région. 
    - Aghgoumi
    - Aguerd
    - Amterguine
    - El Fath
    - Foum Tlite
    - Imaghatn
    - Issengar
    - Kyoud
    - N'soula
    - Taafroute
    - Tagadirt
    - Tamdat
    - Tawrirte n'tilass
    - Tawrirte nouznag
    - Timguissint
    - Timzouhgine
    - Zaouia Mawast
    - Zaouia Sarbe